# Trattato di Hubertusburg
Il trattato di Hubertusburg (in tedesco: Frieden von Hubertusburg), è un trattato di pace siglato il 15 febbraio 1763, presso il Palazzo di Hubertusburg di Wermsdorf, dal Regno di Prussia e dall'Arciducato d'Austria. Assieme al Trattato di Parigi, esso segnò la fine della Guerra dei sette anni, che coinvolse buona parte degli stati europei e le rispettive colonie. Il trattato concluse il conflitto a livello continentale senza sostanziali cambiamenti di confini. La Slesia rimase prussiana e la Prussia assurse definitivamente al rango di grande potenza sotto il regno di Federico II.

## Il conflitto
Il desiderio da parte dell'Austria di riprendersi la ricca provincia della Slesia, persa a favore della Prussia in seguito alla guerra di successione austriaca, era stata all'origine del conflitto. Grazie alla "rivoluzione diplomatica" del 1756, l'imperatrice Maria Teresa d'Austria aveva ottenuto il supporto di Francia, Russia, Svezia e verso la fine del conflitto Spagna. La Prussia, che aveva rischiato di rimanere isolata, aveva goduto dell'appoggio anche economico della Gran Bretagna, a sua volta impegnata da tempo in un confronto con la Francia nelle colonie.
Come nel conflitto precedente, fu sempre Federico il Grande a iniziare le ostilità, invadendo la Sassonia nel 1756, sebbene per ragioni diverse dall'attacco alla Slesia del 1740. Volle infatti anticipare quello che considerava un attacco inevitabile e concentrico da parte di Austria e Russia, che con l'appoggio della Francia avrebbe potuto risultare letale.
Dall'iniziale conflitto locale tra prussiani, sassoni e austriaci, lo scontro si andò quindi ben presto allargando in virtù delle alleanze da poco stabilite. Già dal gennaio del 1757, ad ogni modo, la maggioranza dei collegi della Dieta Imperiale (ad eccezione di Hannover, Assia-Kassel, Brunswick-Lüneburg e Sassonia-Gotha) votarono contro l'entrata in guerra dell'impero con la Prussia.
Nei primi anni della guerra i prussiani colsero diverse vittorie importanti, pur combattendo spesso in inferiorità numerica. Nella storica battaglia di Roßbach del 5 novembre 1757 l'esercito prussiano non solo sconfisse i francesi, ma anche le truppe imperiali che erano venute in loro soccorso. I prussiani sconfissero nuovamente gli austriaci a Leuthen nel 1757 ed i russi a Zorndorf nel 1758. Con l'intervento russo e le enormi perdite che le vittorie avevano causato all'esercito prussiano, gli eventi sembrarono però mutare direzione. Dal 1759 la Prussia orientale venne occupata dai russi e i prussiani vennero scacciati dalla Sassonia dalle truppe austro-imperiali. Nell'ottobre del 1760 la stessa capitale Berlino subì un raid da parte di truppe russe. La situazione prussiana sembrava quindi disperata.
Tra i fattori che permisero alla Prussia di sopravvivere a un tracollo che sembrava inevitabile vi fu il costante supporto economico inglese. Inoltre sul fronte germanico occidentale il cognato di Federico, duca Ferdinando di Brunswick-Lüneburg, al comando della cosiddetta "Armata di Osservazione" (un esercito di mercenari tedeschi assoldati dagli inglesi per mantenere il controllo dell'Hannover, cui solo in seguito vennero aggregati reparti di linea britannici) ottenne diversi successi sui francesi, pur in inferiorità numerica.
La svolta della guerra, in un momento in cui entrambe le parti erano logorate dal lungo conflitto, fu la morte della zarina Elisabetta di Russia nel gennaio 1762. Il suo successore, Pietro III, era infatti un grande ammiratore di Federico di Prussia e si affrettò a siglare entro l'estate un trattato di pace a San Pietroburgo, liberando tutti i territori prussiani occupati. Poco dopo anche la Svezia si ritirò dal conflitto.
Rimasti soli a combattere ad oriente, gli austriaci vennero pesantemente sconfitti nella Battaglia di Burkersdorf (luglio 1762).
Nelle colonie dopo qualche successo iniziale i francesi avevano subito regolari sconfitte dagli inglesi, che applicando il blocco navale impedivano l'arrivo di rinforzi francesi e si ritrovarono presto in grande superiorità di mezzi. In America avevano perso Louisbourg (1758), Québec (1759), e molti dei possedimenti nelle Indie orientali; in India le vittorie inglesi a Plassey (1757) e Pondichéry (1761) avevano sconfitto definitivamente il potere francese in loco; sul mare, i francesi riuscirono a prendere Port Mahón agli inglesi (1757), ma vennero sconfitti da Hawke a Quiberon Bay (1759). L'entrata in guerra della Spagna in virtù del Trattato di famiglia del 1761 fu di poco aiuto ai francesi ed ai loro alleati.

## I trattati di pace
Dopo il protrarsi dei negoziati tra le potenze belliche, vennero siglate due paci, una a Hubertusburg tra Prussia, Austria e Sassonia, ed una a Parigi tra Gran Bretagna, Francia e Spagna. Il Trattato di Hubertusburg, che restaurò lo status quo prima della guerra, siglò l'ascesa definitiva della Prussia a grande potenza europea. Attraverso il Trattato di Parigi, la Gran Bretagna emerse come la principale potenza coloniale del mondo dell'epoca, il che era il suo principale obiettivo nella guerra, così da affossare la Francia e la propria influenza coloniale.